# Cacique Mulato
Chumjaluwün (Patagonia, Siglo XIX - Valle río Zurdo, cerca de Punta Arenas, 1905), más conocido como El cacique Mulato fue el último gran jefe de los tehuelches de la Patagonia. Era hijo de Casimiro Biguá, sucesor y hermano del cacique Papón desde 1892 hasta su muerte en 1905, donde pasó sus últimos días en la reserva indígena Valle Río Zurdo, cerca de Punta Arenas en el sur de Chile.

## Sus últimos días
Avanzada la ocupación colonizadora en Magallanes que, como era obvio, prefirió los campos de mejor aptitud pastoril, que muchas veces coincidían con territorios de caza de los indígenas, estos últimos se vieron de hecho impedidos de utilizarlos como había ocurrido hasta entonces, circunstancias de la que derivó una primera consecuencia: la fragmentación grupal y la dispersión. Esta situación afectó a tres comunidades, una de las cuales dirigía uno de los principales jefes tehuelches: el «cacique Mulato». Hacia 1892 este grupo tenía un área de dispersión entre Dinamarquero y el valle del Zurdo e inmediaciones. En la medida que la colonización avanzaba, los campos iban siendo alambrados y con ello se restringía el acceso de los a los indígenas a sus terrenos de caza, provocando una segunda consecuencia: la tendencia hacia la sedentarización.

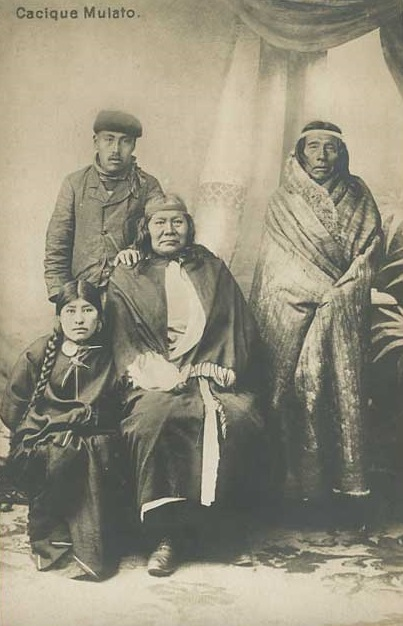
El cacique Mulato con su familia.

El gobernador Manuel Señoret, decidió entonces enviar una comisión exploradora, en febrero de 1893, con el fin de ubicar a Mulato para estudiar la posibilidad de entregarles la concesión de algún campo extenso suficiente para la importancia numérica de animales que poseían. Mulato, ejercía superioridad sobre más de un centenar de indígenas, siendo dueño de una caballada que alcanzaba a los 400 equinos, algunos de los cuales eran entrenados para competir en las carreras troperas o a la chilena que se realizaban en Magallanes. La marca que utilizaba en su tropilla era la Y; esta marca era la representación de unas boleadoras. Por decreto N° 70 del 23 de febrero de ese año, se concedió al cacique un permiso provisorio para ocupar y explotar 10 000 hectáreas de terrenos fiscales, ubicados al lado del límite con la Argentina y al oriente del río Brazo del Zurdo. 
En septiembre de 1905, se realizó por parte del Gobierno de Chile una subasta de tierras, adjudicándose las hectáreas de los tehuelches a la Sociedad Explotadora de Tierra del Fuego. Ante el hecho consumado, que implicaba el desalojo a corto plazo, el cacique Mulato viajó con su familia a Santiago de Chile a fin de entrevistarse con el presidente de la República Germán Riesco, obteniendo de este solo palabras amables pero no soluciones. Al regresar de Santiago, la familia viajaba contagiada de viruela, que contrajo su sobrina Anita en Valparaíso, la cual falleció poco antes de llegar a Punta Arenas. Cuando Mulato, su mujer y K'alukan, uno de sus hijos volvieron entristecidos a su casa de la reserva de El Zurdo, llevaban consigo el contagio mortal. En cosa de días, murieron la madre, luego Mulato y al fin su hijo, terminando con ello una de las principales familias de la estirpe aonikenk en territorio chileno.

## Menciones póstumas de Mulato
Mulato fue el último de importancia en su raza. Había ocupado el lugar de Papón, quién a su vez había sucedido al célebre Casimiro Biguá. Aparece relacionado con Punta Arenas desde 1880 y a partir de 1892 se radicó en el río Zurdo. De sus esposas, solo le sobrevivió una por algunos días. Sus hijos también murieron tempranamente. Él se contagió de viruela en un viaje a Santiago y murió en 1905.
Rodolfo Casamiquela

Curioso y paradojal fue este individuo, en quien sus contemporáneos personificaron de algún modo a la vieja etnia patagona. Físicamente distaba del tipo clásico que la había caracterizado, quizá debido a algún mestizaje en su ascendencia directa. Hombre abierto, amable, generoso, honrado y formal y -rara avis- también sobrio en lo tocante a la bebida supo ganarse de los blancos que lo apreciaron y distinguieron, disfrutando de una popularidad que perduraría en la memoria ciudadana. Entre su gente, su temperancia y su firmeza de carácter le valieron el respeto y acatamiento de su autoridad. Pero en su papel de justiciero fue, al parecer, excesivamente cruel, más que severo, y en su trato común, también trapacero e infiel a su palabra.
Mateo Martinic

## Arte y Cultura
La historia de cacique mulato representa el terrible drama de los pueblos nómades que habitaban el Cono Sur de América Latina en su interacción con el proceso colonizador e industrial de Occidente en su carrera por recursos naturales. Así varias obras han intentado rescatar el legado de estos pueblos extintos y sus vivencias, que para el caso de Cacique Mulato, encontramos:
“Chumjaluwün” Película dirigida por el Realizador Magallánico Jorge Grez Leuquén, financiada por el F.N.D.R. realizada por  La Corporación de Cine de Magallanes, La Universidad de Magallanes, el Tribunal de Juicio Oral en lo Penal de Punta Arenas, UMAG TV y la Compañía de Teatro Kre. (Ver tráiler de la Película)
"Cacique Mulato" (Chumajaluwün) Canción del compositor Enrique Lizondo Calvo realizada el año 1994 (escuchar canción)